# Geschwister-Scholl-Gymnasium (Lüdenscheid)
Das Geschwister-Scholl-Gymnasium (Kurz „GSG“) ist eines der drei Gymnasien in Lüdenscheid. Im Jahr 1858 löste sich die damalige Mädchenklasse von der seinerzeitigen Knabenschule, heute Zeppelin-Gymnasium, und bildete die Grundlage einer eigenständigen Mädchenschule; die Schule ist seit 1960 nach den Geschwistern Scholl benannt. Ein reines Mädchengymnasium war es noch bis 1973. Es befindet sich am Staberg, wo mit dem ebenfalls dort befindlichen Zeppelin-Gymnasium seit 1971 eine Oberstufenkooperation besteht.

## Namensgebung
Der Name des Gymnasiums weist auf die humanistischen Ideale der Studenten Hans und Sophie Scholl hin, die an der Universität München die Widerstandsgruppe „Weiße Rose“ gegen das NS-Regime bildeten und 1943 im Alter von nur 25 und 22 Jahren dafür hingerichtet wurden.
Achtung der Menschenrechte, Zivilcourage und Verantwortungsgefühl sind hierbei als Eigenschaften zu sehen, die die heutige Gesellschaft bestimmen sollen, und das soll die Schule im Namen der Geschwister Scholl auch nach außen repräsentieren.

## Geschichte

### Mädchenklassen und Mädchenschule (1822–1909)
Seit 1822 bestand an der Rektoratschule (heute Zeppelin-Gymnasium) eine Mädchenklasse, deren Arbeit jedoch nicht der an der Höheren Knabenschule glich. Als im Jahre 1858 die Rektoratschule von der Stadt übernommen wurde, erhielten die 30 Mädchen nur 16 Wochenstunden. Ein Jahr später waren dann bereits zwei Mädchenklassen vorhanden, und der Unterricht umfasste 28 Wochenstunden.
1860 wurde die erste Lehrerin eingestellt und der Charakter der Mädchenschule vorgeprägt. 1865 umfasste jede Klasse einen zweijährigen Kurs, der erst 1875 durch ein fünftes Schuljahr ergänzt wurde. Die Qualität der Ausbildung war jedoch noch lange nicht auf dem Niveau der Knabenschulen, da es in Preußen keine geeigneten Institute zur Ausbildung von weiblichen Lehrkräften gab.
Im Jahre 1883 lösten sich die Mädchenklassen von der nun Realprogymnasium heißenden Knabenschule. Es wurde eine Mädchenschule mit eigenständigem Kuratorium gegründet. Unter dem nebenamtlich tätigen Schulleiter, Pfarrer Lappe, zählte die Schule bei Beginn ihrer Selbstständigkeit 60 Schülerinnen.

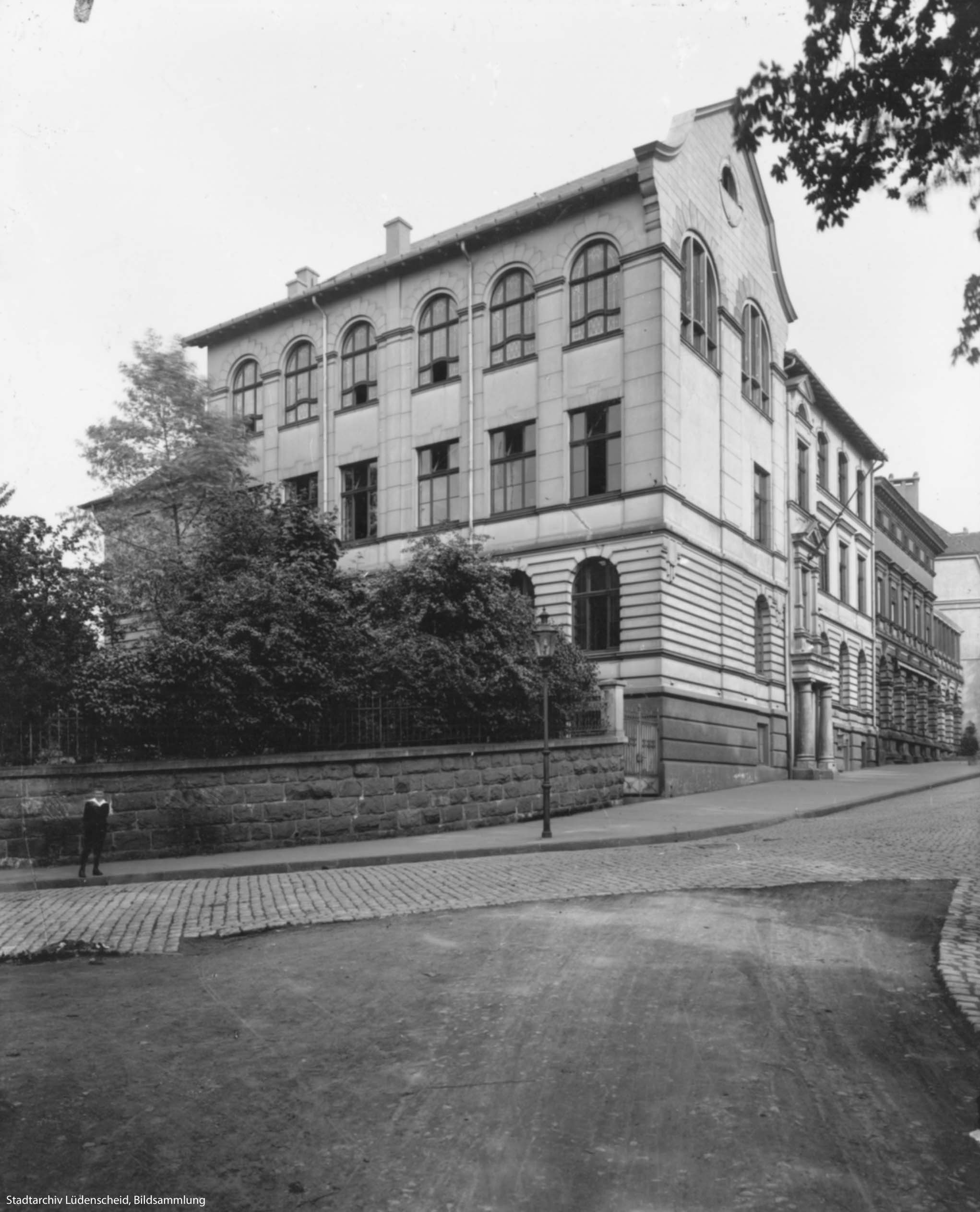
Ehemaliges Schulgebäude des Lyzeums in der Sauerfelderstraße 5

Da die Leitung der Schule im Nebenamt nicht zu führen war, wurde 1888 der Mittelschullehrer Schierenberg aus Iserlohn erster hauptamtlicher Leiter. Um den durch die Vergrößerung des Kollegiums und der Schülerschaft auftretenden Platzproblemen zu begegnen, wurde in den Jahren 1891/1892 ein neues Schulgebäude in der Sauerfelder Straße geschaffen.
Im Jahre 1900 wurde die Schule von der Regierung als höhere Mädchenschule anerkannt, nachdem die Gehälter denen der Knabenschule angepasst und eine Oberlehrer- und eine Oberlehrerinnenstelle eingerichtet wurden. Durch neue Erfordernisse (z. B. Naturwissenschaften) des Unterrichtes musste 1907 sowie 1914 noch einmal angebaut werden.

### Lyzeum (1910)
Der Neuordnungserlass der Höheren Mädchenschule von 1908 führte zu einer Erweiterung des Unterrichtssystems. Es wurde ein siebtes Schuljahr hinzugefügt und der Name in Lyzeum geändert. Trotz der Erweiterung des Lehrplans ging es im Lyzeum meist um „ästhetische Bildung“. Die Berufschancen der jungen Frauen spielten so gut wie keine Rolle. 

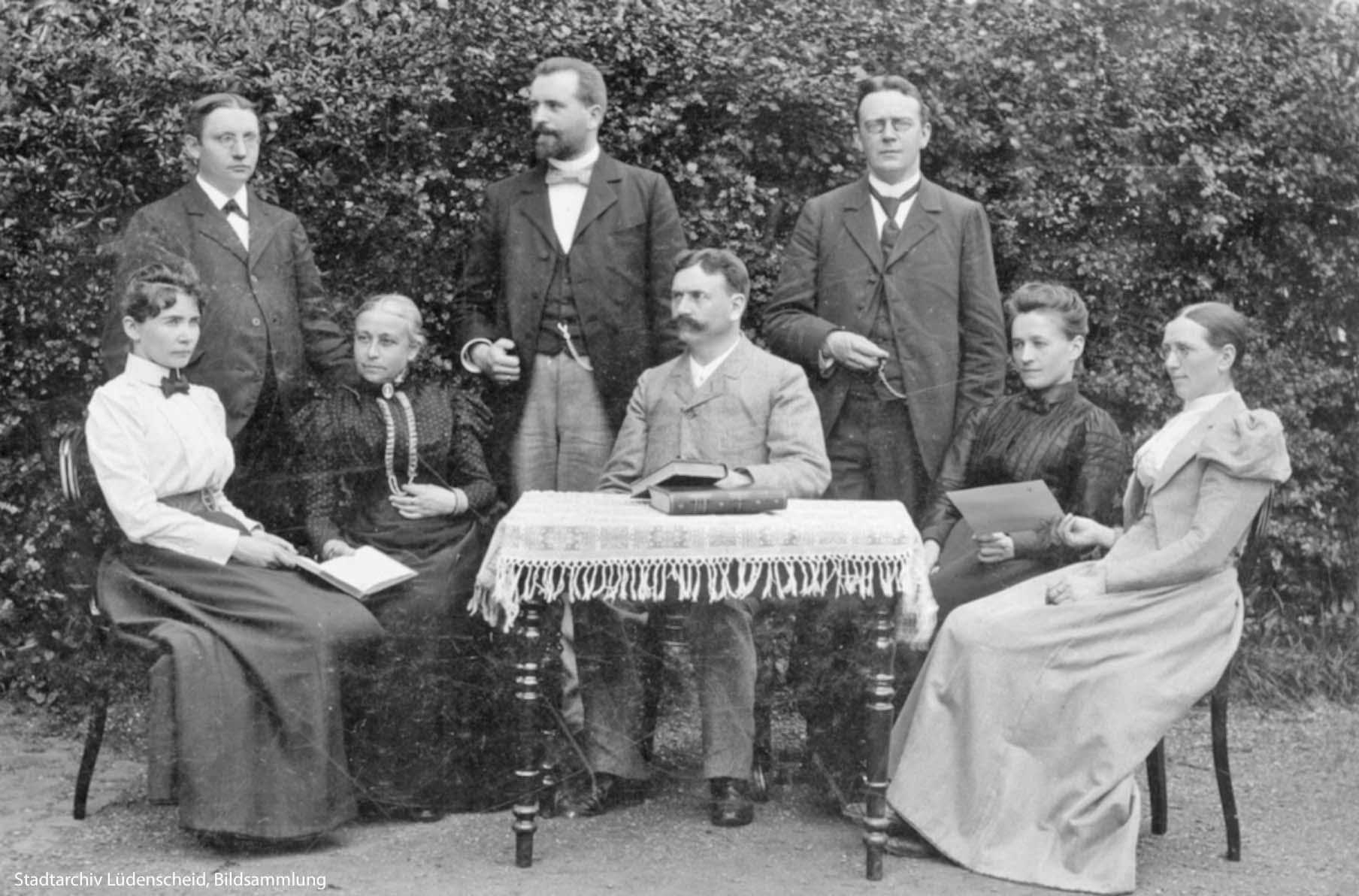
Das Kollegium des Lyzeums in der Besetzung von 1899 bis 1902

### Oberlyzeum (1925)
Im Jahre 1924 verordnete die Stadtverordnetenversammlung den Ausbau des Lyzeums zum Oberlyzeum. Ostern 1928 erhielten 15 Schülerinnen, des 1925 ersten Obersekundajahrgangs, ihre Universitätsreife. Vor der Zeit des wirtschaftlichen Niederganges und der Arbeitslosigkeit hatte das Oberlyzeum 1928 bereits 419 Schülerinnen. Seit 1931 sank die Schülerzahl, bis sie sich 1938 auf 210 fast halbiert hatte.
| Jahr | Einwohner | Schüler | Sextaner |
| ---- | --------- | ------- | -------- |
| 1858 | 5.154     | 30      |          |
| 1868 | 7.500     | 36      |          |
| 1878 | 9.981     | 54      |          |
| 1888 | 18.121    | 60      |          |
| 1898 | 23.500    | 122     |          |
| 1908 | 31.469    | 175     |          |
| 1913 | 34.352    | 260     | 51       |
| 1918 | 32.358    | 372     | 85       |
| 1923 | 32.461    | 353     | 81       |

| Jahr | Einwohner | Schüler | Sextaner |
| ---- | --------- | ------- | -------- |
| 1928 | 34.496    | 419     | 40       |
| 1933 | 35.659    | 287     | 51       |
| 1938 | 40.533    | 210     | 35       |
| 1943 | 43.375    | 404     | 57       |
| 1948 | 51.279    | 548     | 92       |
| 1953 | 53.712    | 552     | 94       |
| 1958 | 56.962    | 491     | 64       |
| 1963 | 58.633    | 493     | 79       |
| 1968 | 57.672    | 742     | 42       |

| Jahr | Einwohner | Schüler | Sextaner |
| ---- | --------- | ------- | -------- |
| 1973 | 78.958    | 721     | 87       |
| 1978 | 74.468    | 761     | 98       |
| 1983 | 73.681    | 761     | 97       |
| 1988 | 76.118    | 608     | 56       |
| 1993 | 80.277    | 613     | 85       |
| 1998 | 81.373    | 685     | 85       |
| 2003 | 79.829    | 714     | 89       |
| 2008 | 77.026    | 763     | 85       |

### Neusprachliches Mädchengymnasium (1946)
Nach dem Zweiten Weltkrieg nahm die Schule, nach Genehmigung der britischen Militärregierung, ihren Dienst am 1. März 1946 wieder auf. Ein kräftiger Zustrom von Schülerinnen setzte ein, denn die unzerstörte Stadt zog viele Menschen an. Die Wiedereinstellung der Lehrkräfte erfolgte ausnahmslos durch die Provinzial-Militärregierung Det. 307 in Münster. Nachdem sich die Situation normalisiert hatte, wurde der Unterrichtsaufbau wiederum neu geordnet. Die naturwissenschaftlichen Fächer wurden stark reduziert, auch das Fach Erdkunde gekürzt. Zu den bereits vorhandenen Fremdsprachen Englisch und Französisch trat als drittes Pflichtfach Latein hinzu. Zudem entstand bei über 500 Schülerinnen ein Raumproblem, sodass seit 1943 stets Räume außerhalb des Schulgebäudes gemietet werden mussten. Um dem Notstand beizukommen, begann 1958 der Schulneubau an der Hochstraße. Dieser wurde in drei Bauabschnitte eingeteilt. Der erste Abschnitt (Klassentrakt, naturwissenschaftliche Räume und Verwaltungsräume) wurde bereits 1959 bezogen.

### Geschwister-Scholl-Gymnasium (1960)

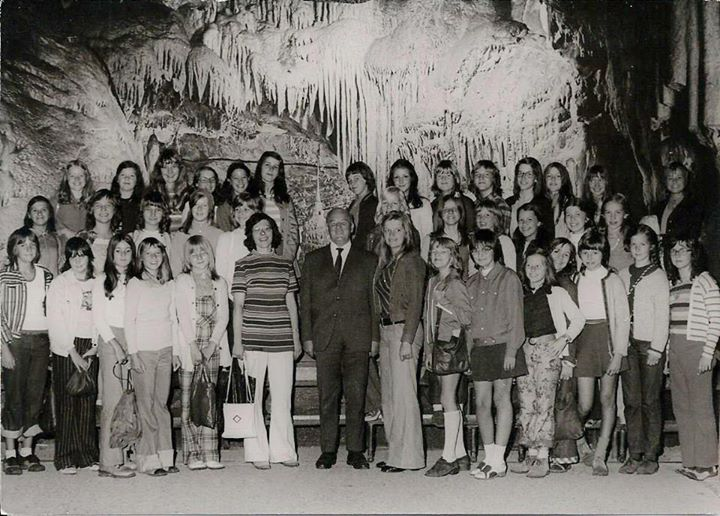
Eine Schulklasse des Geschwister-Scholl-Gymnasiums besucht Ende der 1960er Jahre die Dechenhöhle in Iserlohn.

Nach Beschluss des Rats der Stadt Lüdenscheid erhielt das neusprachliche Mädchengymnasium 1960 den Namen Geschwister-Scholl-Gymnasium. Im Oktober 1964 folgte die Fertigstellung des zweiten Bauabschnitts einschließlich einer Turnhalle und der Aula mit Bühnentechnik für zirka 400 Besucher. In ihr finden regelmäßig Veranstaltungen statt. Am 11. August 1971 begann aufgrund der unmittelbaren Nachbarschaft und der Möglichkeit, den Oberstufenschülern eine größere Zahl an Grund- und Leistungskursen zu bieten, die Kooperationen mit dem Zeppelin-Gymnasium. Die Anmeldezahlen am Geschwister-Scholl-Gymnasium gingen zum Schuljahr 1972/73 zurück, wohl als Folge der am städtischen Gymnasium (Bergstadt-Gymnasium) eingeführten Koedukation sowie dessen Neubau. Beide ließen dieses in besonderem Maße attraktiv erscheinen. Um den damit verbundenen Ungleichgewichten zu begegnen, fasste der Schul- und Hauptausschuss der Stadt den Beschluss, die Zuordnung der Schüler zu den einzelnen Gymnasien nach Grundschul-Bezirken zu regulieren. Die Schüler der Wehberger-Schule, der Friedensschule, der Schule Bierbaum und der Schule Brüninghausen wurden nun dem Geschwister-Scholl-Gymnasium zugeordnet, wenn sie ein Gymnasium besuchen wollten. Mit dem Schuljahr 1973/74 begann auch hier die Koedukation und die ersten Jungen wurden in die fünften Klassen aufgenommen. Der Stadtentwicklungsplan Lüdenscheids von 1975 sah vor, Geschwister-Scholl- und Zeppelin-Gymnasium zu fusionieren, was allerdings bis heute nicht realisiert wurde.
| Nr. | Name                            | Amtszeit  |
| --- | ------------------------------- | --------- |
| 1   | Pastor Lappe                    | 1883–1888 |
| 2   | Rektor Schierenberg             | 1888–1896 |
| 3   | Direktor Römstedt               | 1896–1902 |
| 4   | Direktor Hübotter               | 1903–1918 |
| 5   | Direktor Hahn                   | 1919–1920 |
| 6   | Oberstudiendirektor Frank       | 1922–1944 |
| 7   | Oberstudienrätin Zanner         | 1944–1945 |
| 8   | Oberstudiendirektorin Buschmann | 1946–1948 |
| 9   | Oberstudienrätin Schulz         | 1948–1949 |
| 10  | Oberstudiendirektor Thierkopf   | 1949–1968 |
| 11  | Oberstudiendirektorin Schulze   | 1968–1984 |
| 12  | Oberstudiendirektor Hermjakob   | 1984–1987 |
| 13  | Oberstudiendirektor Benfer      | 1987–1999 |
| 14  | Oberstudiendirektorin Malycha   | 1999–2015 |

## Finanzierung
Der Haushaltsplan von 2013 beinhaltete die Bereitstellung von Mitteln in Höhe von € 889.170 durch die Stadt Lüdenscheid für die Schule. Gleichzeitig beliefen sich die Kosten für Personalaufwendungen auf 63.560 €, die Schülertransferkosten auf 140.000 € und die Gebäudekosten auf 553.796 €. Weitere finanzielle Unterstützung erhält das Gymnasium durch den Verein der Freunde des Geschwister-Scholl-Gymnasiums in Lüdenscheid. 412 Mitglieder des Vereins sorgen mit mindestens je 20 €/Jahr für Spendeneinnahmen von mindestens 8.240 € (Stand: 4. Februar 2013).

## Besonderheiten

### Deutscher Schulpreis
Im Rahmen der Verleihung des Deutschen Schulpreises der Robert-Bosch-Stiftung und der Heidehof Stiftung am 6. Juni 2014 in Berlin erhielt das Geschwister-Scholl-Gymnasium einen zweiten Platz. Der Preis wird an Schulen mit „hervorragender pädagogischer Praxis“ verliehen, wobei sowohl Kriterien des Bildungsniveaus, als auch des sozialen Miteinanders maßgeblich sind.

### Gütesiegel Individuelle Förderung
Am 3. Februar 2007 verlieh der Ministerpräsident des Landes Nordrhein-Westfalen, Jürgen Rüttgers, dem Geschwister-Scholl-Gymnasium das „Gütesiegel Individuelle Förderung“ des Ministeriums für Schule und Weiterbildung des Landes. Damit wurden die zahlreichen unterrichtlichen wie außerunterrichtlichen Aktivitäten der Schule für begabte Schüler und für Schüler mit Förderbedarf anerkannt.

### Arbeitsgemeinschaften
Traditionell wird ergänzend zum regulären Unterricht eine Vielzahl von Arbeitsgemeinschaften angeboten. Im Schuljahr 2012/13 bestehen Arbeitsgemeinschaften in folgenden Bereichen:
- Künstlerischer Bereich: Architektur, Basteln/Deko, Eltern-Schüler-Lehrer-Chor, Kunst, Licht- und Tontechnik-AG, Museums-AG, Musical-AG, Musik erfinden, Schulorchester, szenisches Spiel, Tanz & Musik,
- Sprachlicher Bereich: Book-Team (Bibliotheks-AG), Vorbereitungs-AG auf den Bundeswettbewerb Fremdsprachen, Ele.it (Italienisch-AG)
- Gesellschaftswissenschaften: Geschichts-AG, Management-AG,
- Sport: Golf, Volleyball, Tanzen, Fußball, Badminton, Turnen, Kampfsport, Sporthelfer

### Mensa und Cafeteria

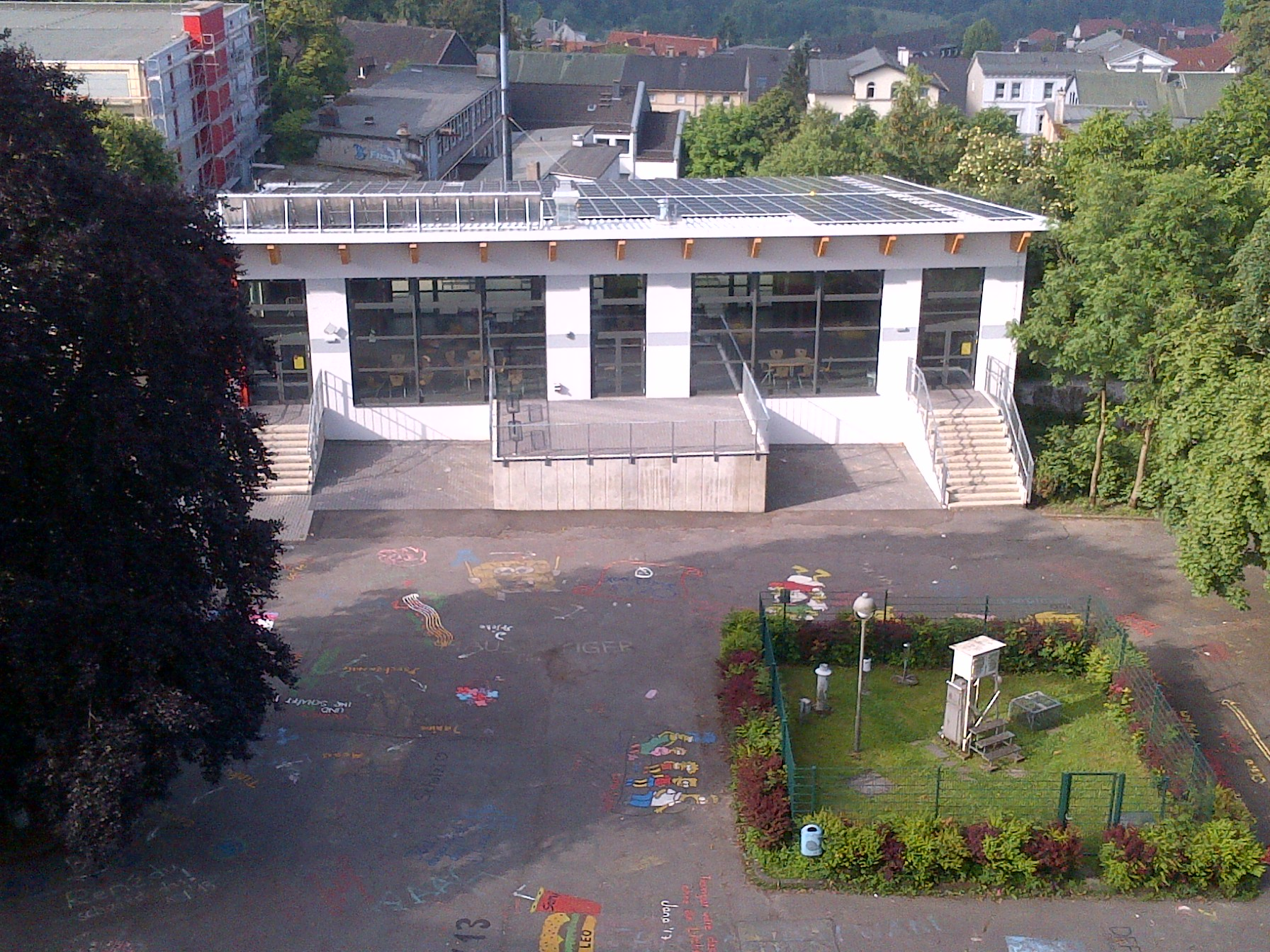
Die Mensa am Staberg

Am 21. November 2011 eröffnete die 400 Quadratmeter große Mensa der beiden Staberger Gymnasien, die durch Landes- und Stadtmittel sowie Spenden finanziert wurde. Die Baukosten betrugen ca. 1,4 Millionen Euro. Der Bau wurde durch das Fehlen einer Pausenhalle oder eines vergleichbaren Aufenthaltsraums notwendig. In ihr können Snacks, Getränke und warme Speisen erworben werden. Es wurden dreizehn Holzleimbinder verarbeitet, sodass Säulen innerhalb des Gebäudes überflüssig waren. Ebenfalls wurde ein Aufzug für gehbehinderte Schüler installiert. Die Bauzeit betrug sieben Monate. Auf dem Dach befinden sich eine Fotovoltaikanlage und Solarmodule für die Erzeugung von Warmwasser. Der Cafeteria-Verein des Geschwister-Scholl-Gymnasiums betreibt im Erdgeschoss des Schulgebäudes eine Cafeteria, in der Eltern ehrenamtlich in den ersten beiden Pausen Imbisse verkaufen. Der Gewinn kommt dem Verein der Freunde des Geschwister-Scholl-Gymnasiums in Lüdenscheid e. V. zugute.

### Schulpartnerschaften
Das Gymnasium unterhält verschiedene Partnerschaften mit Schulen aus anderen Ländern.
Es wird ein jährlicher Schüleraustausch mit der Schule La Hotoie in Amiens (Picardie/Frankreich) angeboten. Weitere Austauschprogramme finden mit der Methwold High School in Thetford (Norfolk/Großbritannien) sowie mit Schulen aus
Cittadella (Padua/Italien), Saint-Quentin (Picardie/Frankreich), Piacenza (Provinz Piacenza/Italien) und Hastings (East Sussex/Großbritannien) statt.
Mit dem benachbarten Zeppelin-Gymnasium besteht eine Partnerschaft für den Unterricht in diversen Fächern der gymnasialen Oberstufe. Mit dem Gymnasium Laurentianum Arnsberg und dem Bergstadt-Gymnasium in Lüdenscheid erarbeiten Lehrer des Geschwister-Scholl-Gymnasiums Konzepte zur individuellen Förderung.

### Förderverein
Der seit Mai 1969 bestehende Verein der Freunde des Geschwister-Scholl-Gymnasiums in Lüdenscheid e.V. unterstützt die Schule und ihre Schüler finanziell und materiell. Der kurz nur als „Förderverein“ bezeichneten Gruppierung gehören vor allem Eltern, ehemalige Schüler und Lehrer an. Er sieht seine Hilfestellung besonders in der Unterstützung von Initiativen und Projekten.

## Bekannte Schüler und Lehrer
Schüler:
- Petra Crone (* 1950) ist MdB für die SPD
- Bärbel Wilde (* 1950) ist eine deutsche Pfarrerin, Autorin und Referentin
- Pavel Mayer (* 1965) ist ein Politiker der Piratenpartei Deutschland
- Cornelia Yzer (* 1961) ist eine deutsche Politikerin der CDU
- Björn Meyer (* 1989) ist ein deutscher Schauspieler (Tatort)

Lehrer:
- Paul Scheermann (* 1949) war Fußballprofi beim 1. FC Köln, unterrichtete ab 1977
- Wilhelm Ackermann  (1896–1962) war deutscher Mathematiker, unterrichtete von 1949 bis 1961
- Robert-Hermann Tenbrock (1908–1995) war ein deutscher Historiker, Geschichtslehrbuchautor und Lehrer, unterrichtete von 1946 bis 1950